# هاینتز پوزه
 هاینتز پوزه (آلمانی: Heinz Pose؛ زاده ۱۰ آوریل ۱۹۰۵ درگذشته ۱۳ نوامبر ۱۹۷۵) یک فیزیک‌دان اهل آلمان بود.